# Virgil Snyder
Virgil Snyder (Dixon (Iowa), 9 de novembro de 1869 — Ithaca, Nova Iorque, 1 de janeiro de 1950) foi um matemático estadunidense.
Foi especialista em geometria algébrica.
Em 1886 Snyder matriculou-se no Iowa State College e graduou-se com um grau de bacharel em 1889. Fez então pós-graduação na Universidade Cornell de 1890 a 1892, seguindo então para estudar matemática na Alemanha com um bolsa Erastus W. Brooks. Em 1895 obteve o doutorado na Universidade de Göttingen, orientado por Felix Klein. Em 1895 retornou a Cornell como instrutor, professor assistente em 1905 e professor pleno em 1910. Em 1938 aposentou-se como professor emérito, tendo supervisionado 39 alunos de doutorado, e dentre estes 13 eram mulheres. Snyder foi presidente da American Mathematical Society em 1927 e 1928.
Snyder pesquisou sobre configurações de superfícies regradas, grupos de Cremona e transformações birracionais.